# Rogatywka

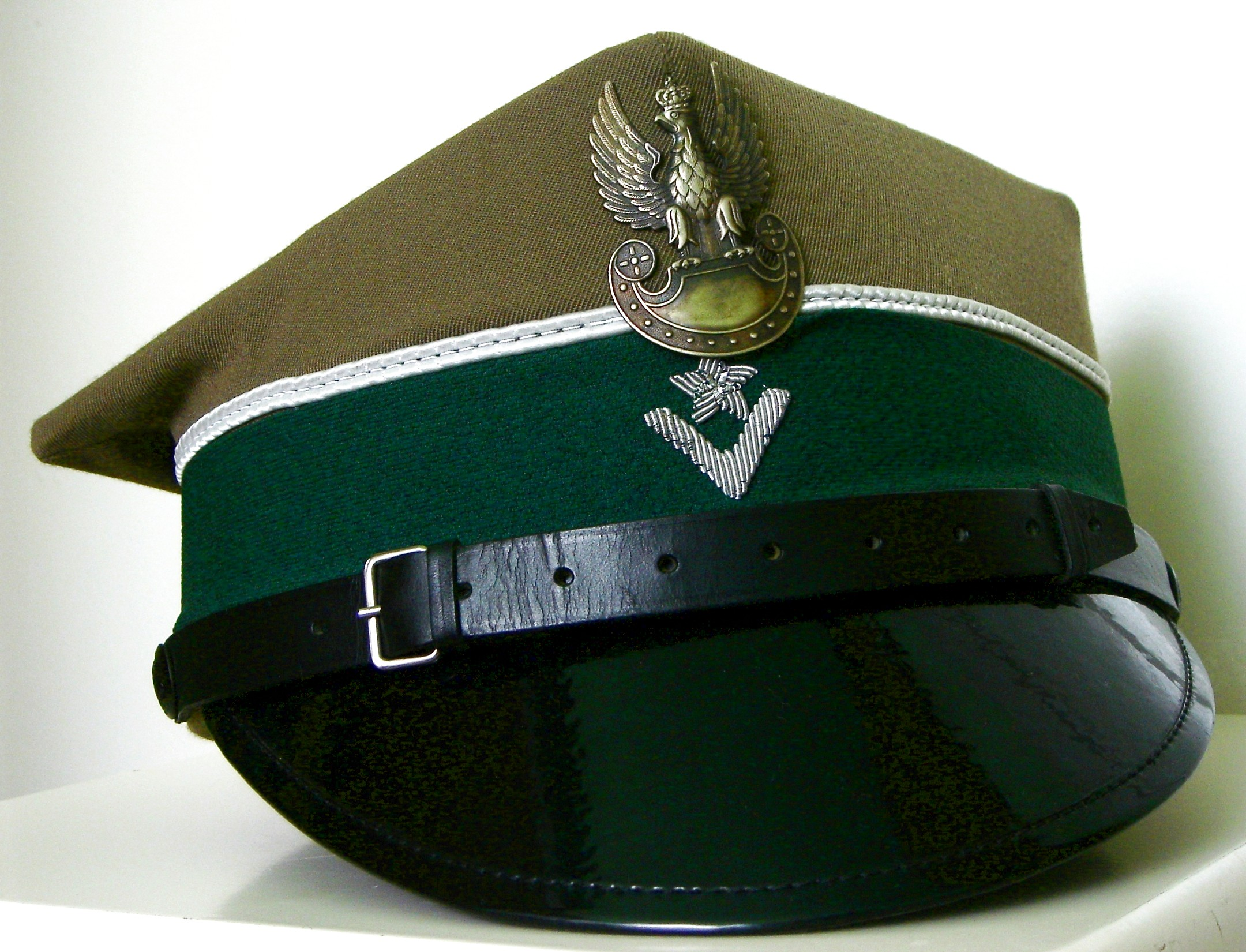
Współczesna rogatywka Wojska Polskiego, noszona do munduru wyjściowego

Rogatywka – czapka z charakterystycznym kwadratowym denkiem, element tradycyjnego polskiego stroju narodowego i munduru wojskowego.

## Wojsko Polskie

### XVIII wiek – konfederatka

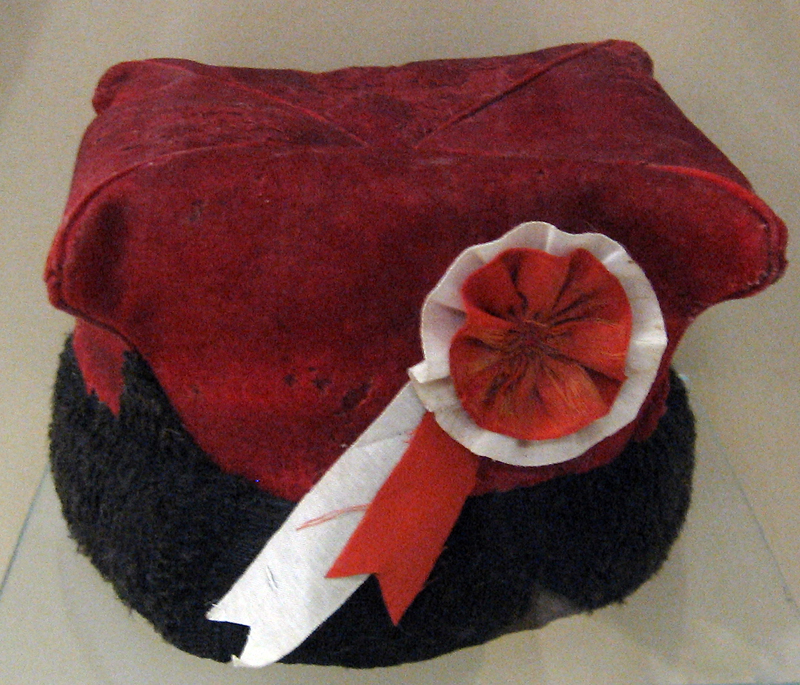
Konfederatka

Forma czapki z futrzanym otokiem i sukiennym wierzchem różnych kształtów, między innymi kwadratowym, występowała na terenach Polski, Rusi i Skandynawii już  we wczesnym średniowieczu i w początkach XVIII wieku weszła do ówczesnej mody polskiej, zastępując czapkę futrzaną przeciętą z przodu i tyłu. Czapki z kwadratowym denkiem noszone były od co najmniej XIII w., m.in. we Francji (biret), a od wieku XIV w Turkiestanie i Turcji. Wczesne formy czapek z kwadratowym denkiem pojawiały się w polskiej lekkiej jeździe w XVI wieku m.in. dzięki silnym kontaktom polsko-węgierskim (czapka magierka). Miękka rogatywka rozpowszechniła się w Polsce jako nakrycie głowy patriotycznego ruchu konfederatów barskich w 1768, stąd nazywana była konfederatką. Była to sukienna czapka męska, bez daszka, o główce z kwadratowym denkiem, koloru zwykle karmazynowego, obszyta barankiem, czarnym lub siwym. Przy lewym boku przypinano kokardę, rozetę lub krzyż kawalerski i pióra lub kitę. Rogatywka, znana alternatywnie jako krakuska lub ułanka, została następnie zaadaptowana jako nakrycie głowy w regularnej Kawalerii Narodowej. W latach 80.-90. XVIII wieku ukształtowała się jako wysoka usztywniona czapka rogata z daszkiem, stanowiąca nakrycie głowy ułanów, przy czym baranka zastępowano sukiennym otokiem. Istniały też inne jej odmiany. Utożsamiana z polskim nakryciem głowy i nazywana nawet czapką polską, używana była już szerzej przez różne formacje podczas insurekcji kościuszkowskiej, także piechotę, milicję i kosynierów. W sformowanych następnie Legionach Polskich we Włoszech wprowadzono jako standardowe nakrycie głowy wszystkich formacji wysoką usztywnioną rogatywkę z daszkiem.

### XIX wiek

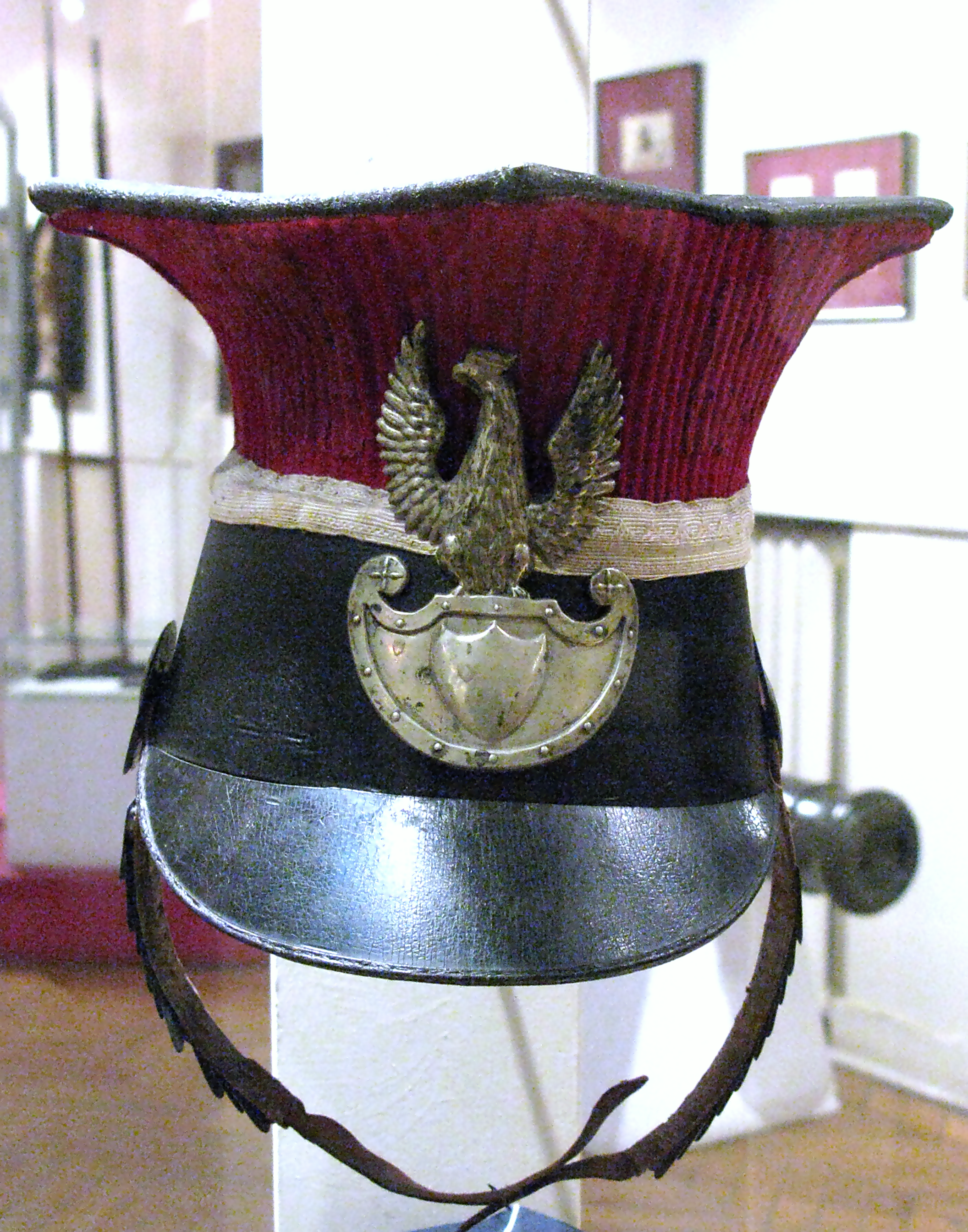
Czako Gwardii Narodowej w formie rogatywki (1848)

Wysoka rogatywka z daszkiem, zbliżona do czapek z końca XVIII wieku, używana była następnie w części formacji jazdy i piechoty Księstwa Warszawskiego i innych wojsk polskich epoki napoleońskiej, m.in. przez Szwoleżerów Gwardii. Według przepisów z 1810, rogatywki ułanów i piechoty (woltyżerów i fizylierów) były wykonane z czarnego filcu i płótna ze skórzanym daszkiem, miały wysokość 9 cali (22,5 cm) i szerokość boków 10 cali (25 cm), zdobione były okuciami, kitami, kokardami i kordonami.
Po 1815 rogatywki w dalszym ciągu używane były jedynie przez ułanów Królestwa Polskiego. Szerzej były używane przez różne formacje podczas powstania listopadowego 1830-1831, m.in. przez Gwardię Narodową.
Rogatywki o różnych formach, postrzegane jako symbol narodowy, pojawiały się podczas kolejnych polskich zrywów przeciw zaborcom, m.in. powstania krakowskiego 1846 i Wiosny Ludów 1848, w tym Legionu Polskiego na Węgrzech 1848-1849 i Legionu Polskiego we Włoszech 1848. Były one często jedynym narodowym elementem umundurowania. Rogatywki dla piechoty i jazdy przewidywały wytyczne Rządu Narodowego podczas powstania styczniowego 1863, jednak mogły być one realizowane w niewielkim stopniu z powodu improwizowanego charakteru działań.
W czasie Amerykańskiej Wojny Secesyjnej 58 Ochotniczy Pułk Piechoty Nowego Jorku zwany  Polskim Legionem (58th New York Volunteer Infantry "Polish Legion") również używał rogatywek.

### I wojna światowa
Rogatywka, jako sukienna czapka męska, była używana przez niektóre polskie formacje zbrojne w czasie I wojny światowej (II Brygada Legionów Polskich, Armia gen. Hallera, Wojska Wielkopolskie).

### II Rzeczpospolita

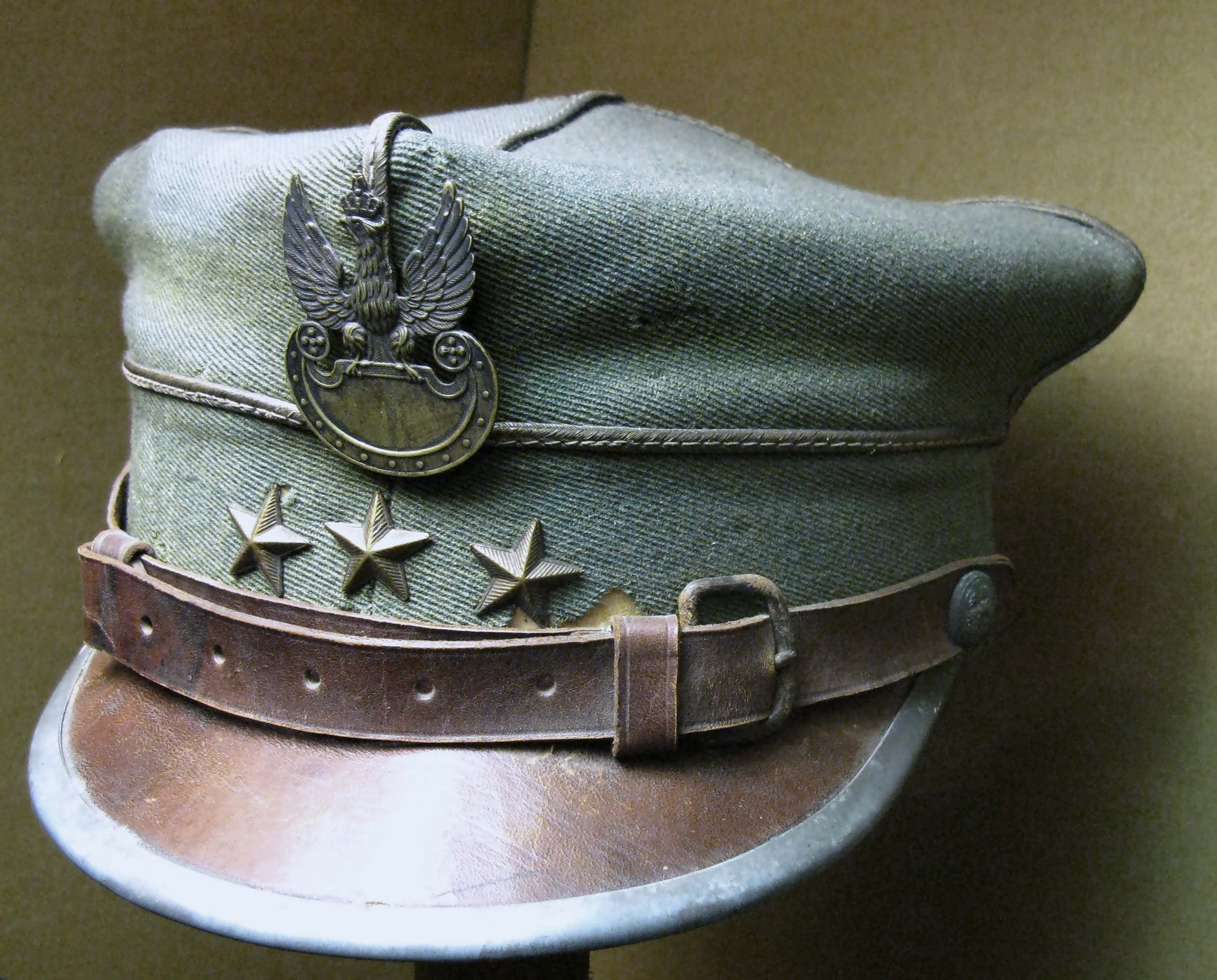
Rogatywka wzór 1919

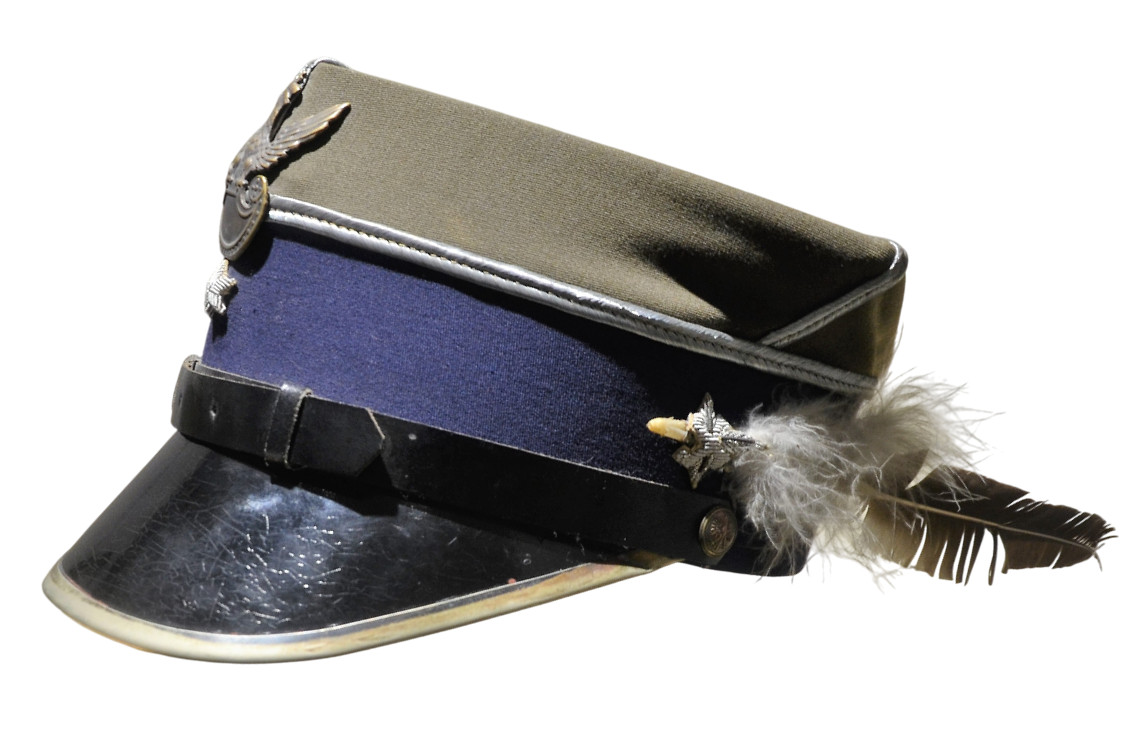
Rogatywka garnizonowa wz. 1935 (strzelców podhalańskich)

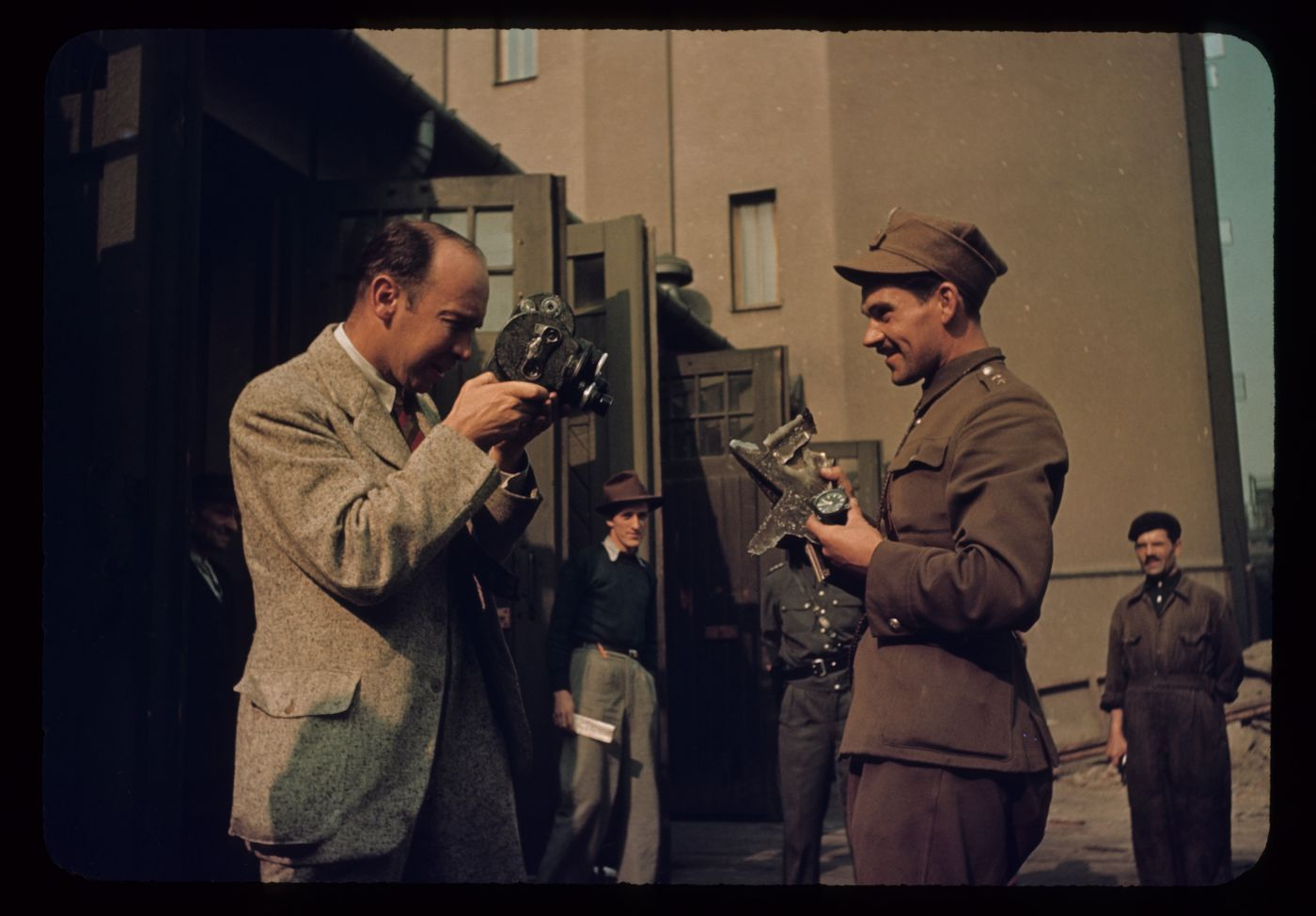
Oficer Wojska Polskiego w rogatywce polowej podczas kampanii wrześniowej w 1939

Po odzyskaniu niepodległości Komisja Ubiorcza Ministerstwa Spraw Wojskowych zdecydowała 21 września 1919 wprowadzić rogatywkę jako standardowe nakrycie głowy o typie polskim dla wszystkich rodzajów wojsk i stopni (przeciwko czapce okrągłej i forsowanej przez oficerów legionowych maciejówce). Czapki okrągłe pozostawiono jedynie dla trzech pułków szwoleżerów i Korpusu Ochrony Pogranicza, poza tym odrębne umundurowanie miała Marynarka Wojenna. Wprowadzono wówczas niską nieusztywnianą rogatywkę wzór 1919, z sukna w kolorze ochronnym (szaro-brunatno-zielonym), z daszkiem z brązowej skóry okutym blachą, bezbarwnego otoku i wypustek. Uzupełniająco noszono furażerkę.
Podczas reformy mundurowej w 1935 dotychczasową rogatywkę zastąpiła czapka garnizonowa o nowym kroju, o usztywnionym kwadratowym denku, przechylonym na prawą stronę. Wzór rogatywki usztywnionej noszony był do wszystkich odmian munduru garnizonowego. Wykonana z szewiotu dla podoficerów i szeregowców, z tkanin czesankowych (diagonal, krepa, kamgarn) dla starszych podoficerów i oficerów. Rogatywki oficerów, chorążych i podchorążych zawodowych miały daszki okute ciemnooksydowaną blachą. Rogatywki oficerów były obszywane galonem srebrnym, chorążych taśmą bawełnianą karmazynową. Otoki rogatywek były barwne – barwa odpowiadała rodzajowi broni lub służby. W dywizjonach górskich noszono rogatywkę z orlim piórem, a w 11 Karpackiej Dywizji Piechoty rogatywkę z pęczkiem piór cietrzewich.
W 1937 czapkę garnizonową uzupełniła miękka, nieusztywniona rogatywka polowa dla wojska, z wyjątkiem lotnictwa, marynarki, wojsk pancernych i zmotoryzowanych. Wg regulaminu z 1937 r. wykonana była z sukna mundurowego dla szeregowców, a z kamgarnu dla oficerów. Daszek był usztywniony, z tego samego materiału, co czapka. Otok był składany, można było go opuszczać chroniąc uszy i kark. Godło na rogatywce haftowano w tym czasie szarą nicią na owalnej podkładce sukiennej. Czapki polowe w okresie II wojny światowej używane były w różnych oddziałach partyzanckich.

### Polska Rzeczpospolita Ludowa

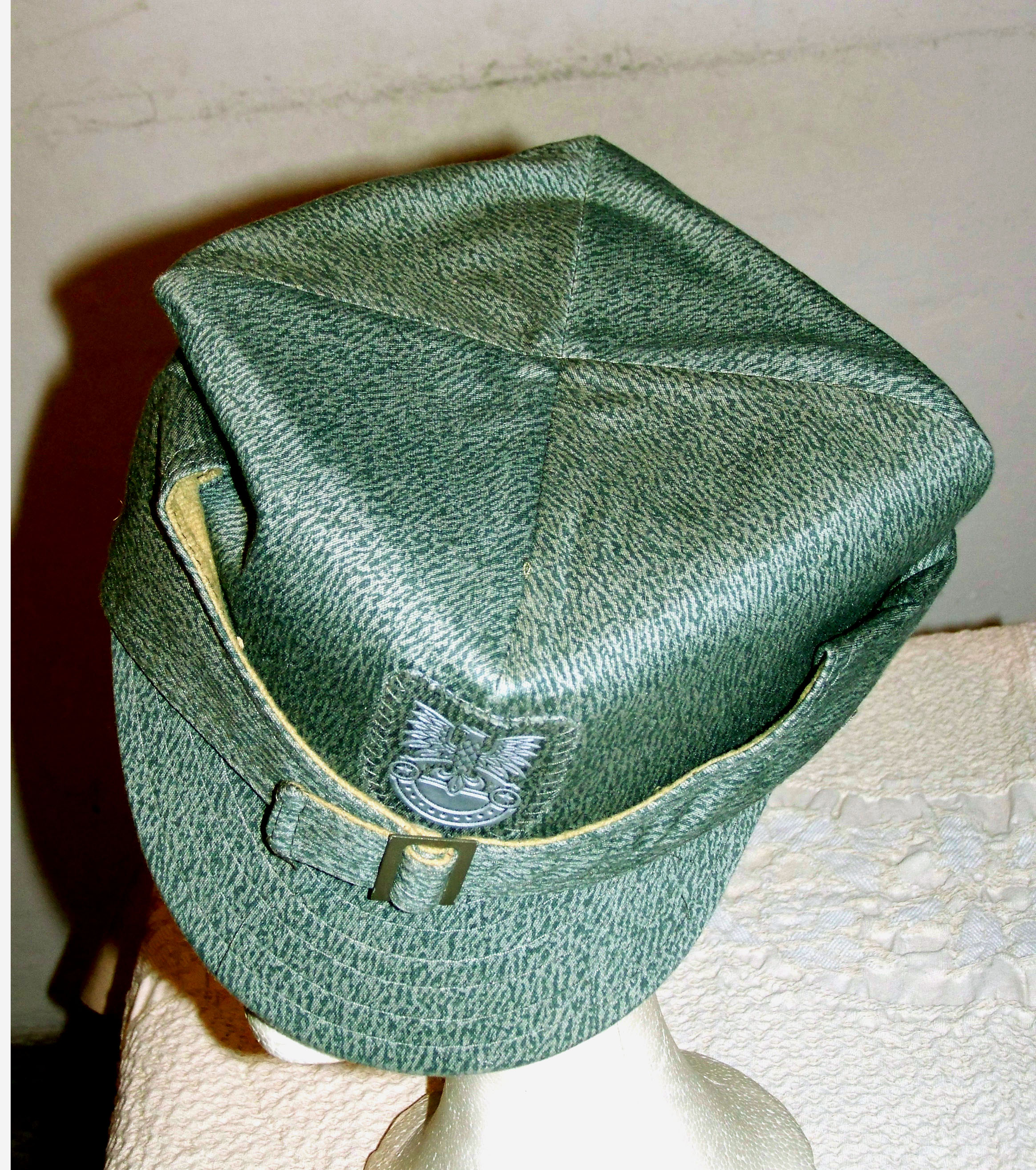
Rogatywka polowa (LWP)

W tworzonym w ZSRR od 1943 ludowym Wojsku Polskim wprowadzono miękką czapkę polową wzorowaną na przedwojennej. W powojennej Polsce ponownie używane były przedwojenne rogatywki garnizonowe. Usztywnione rogatywki noszone były jedynie do ok. 1950, kiedy zastąpiły je całkowicie czapki okrągłe. Rogatywki zachowano w ubiorach polowych. Noszona była ona powszechnie po zakończeniu wojny do 1952 roku, kiedy to pozostawiono ją jedynie kadrze. Przywrócona została w 1961 roku dla wszystkich żołnierzy jako lekka, bawełniana rogatywka ze specjalnej tkaniny we wzorach maskujących deszczyk.  W 1969 roku zastosowano moro. Używane też były w oddziałach MO oraz Straży Pożarnej. 
W 1982 w Kompanii Reprezentacyjnej WP przywrócono usztywniane rogatywki garnizonowe, wzorowane na wzorze z 1935 roku.

### Współcześnie

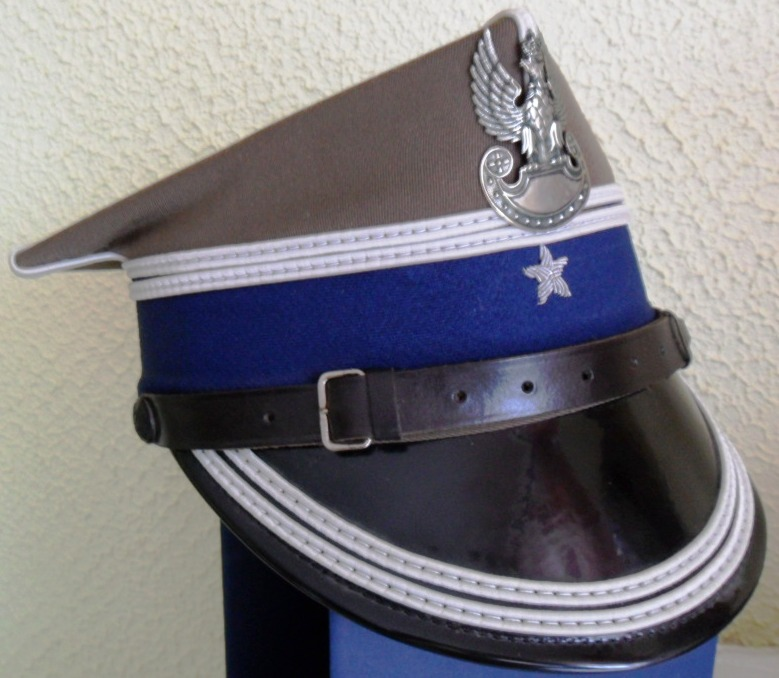
Rogatywka majora jednostki zmechanizowanej

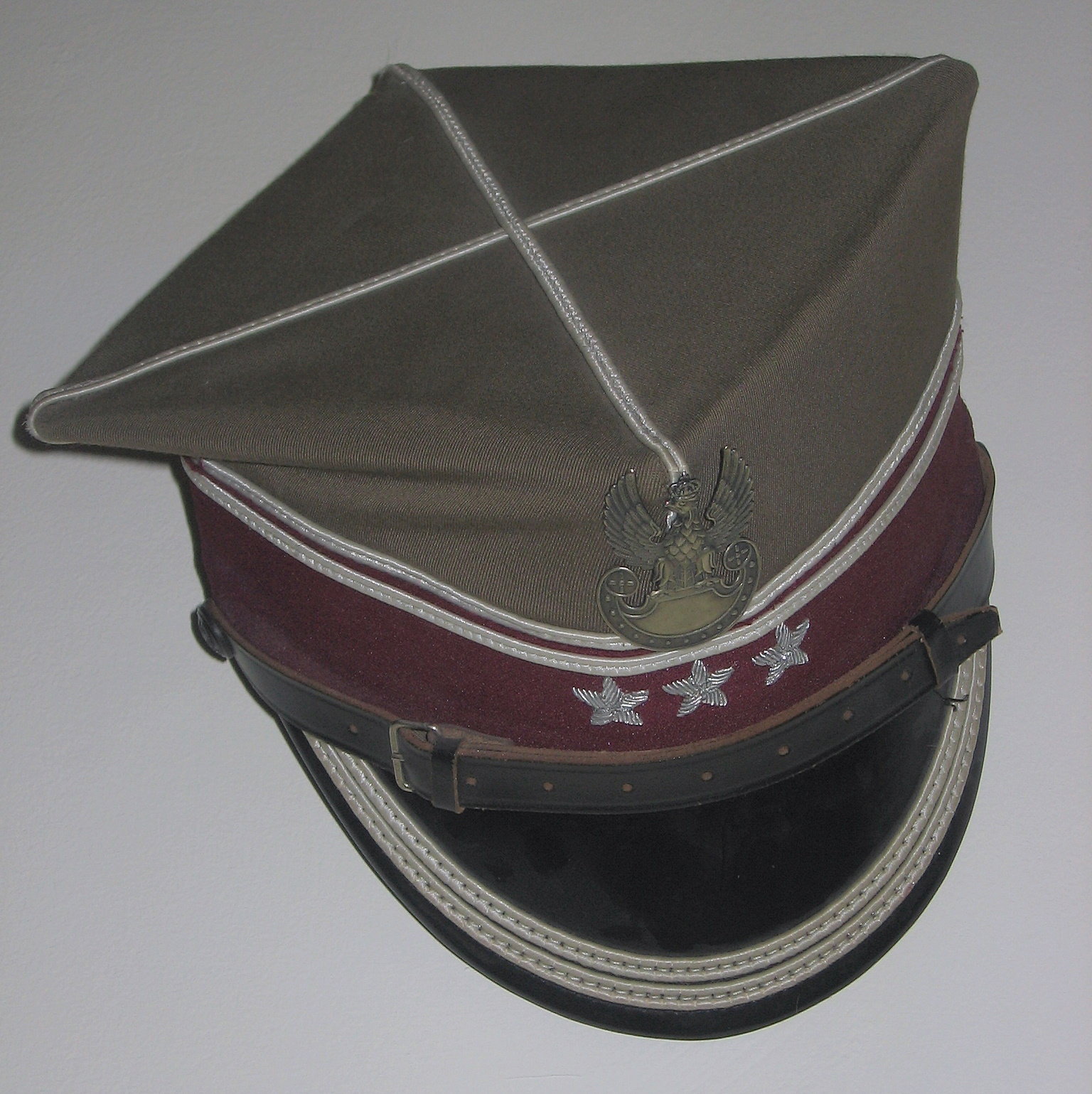
Rogatywka pułkownika, lekarza wojskowego

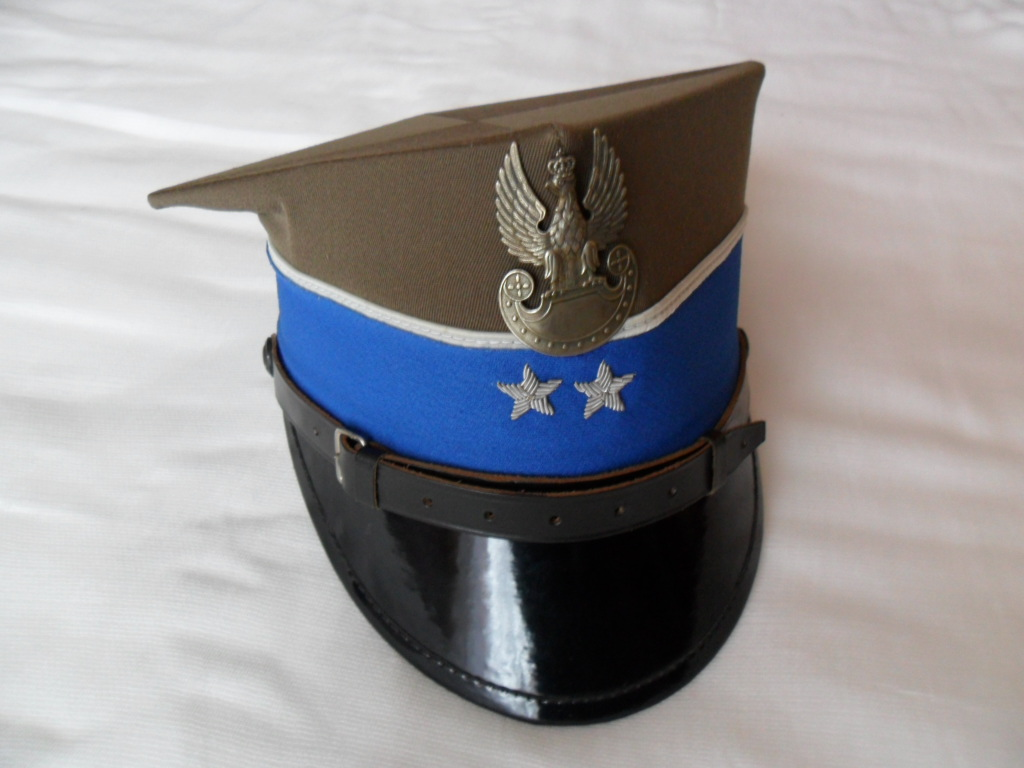
Rogatywka st.chor. wojsk rozpoznania radioelektronicznego

Od 1990 roku w Wojsku Polskim powszechnie przywrócono rogatywki usztywniane do mundurów garnizonowych. Natomiast w umundurowaniu polowym miękka rogatywka została wyparta przez beret. Mimo to niekiedy postulowane są pomysły o potrzebie przywrócenia w umundurowaniu polowym czapki z daszkiem (w formie rogatywki).
Współcześnie w Wojskach Lądowych na rogatywkach noszone są otoki oznaczające poszczególne korpusy osobowe:
 granatowy – generałowie, w jednostkach zmechanizowanych, zabezpieczenia materiałowego, Pułku Reprezentacyjnym Wojska Polskiego, żołnierze korpusu osobowego sprawiedliwości i obsługi prawnej. (Kolor ten nawiązuje do barwy granatowego munduru piechoty od XVIII wieku)
 pomarańczowy – w jednostkach pancernych, rozpoznawczych, 10 Warszawskim Pułku Samochodowym. (Kolor ten nawiązuje do barwy korpusów tych wojsk   obowiązujących do roku 1951)
 ciemnozielony – w jednostkach rakietowych i artylerii, obrony przeciwlotniczej. (Kolor ten nawiązuje do barwy mundurów artylerii od XVII wieku i otoków artylerzystów do roku 1951)
 czarny – w jednostkach inżynieryjnych, chemicznych, zabezpieczenia technicznego, służby kartograficznej i topogeodezyjnej, a także słuchaczy Wojskowej Akademii Technicznej. (Kolor ten nawiązuje do barw wyłogów i wypustek na mundurach wojsk inżynieryjnych od XVIII wieku)
 chabrowy – w jednostkach łączności i informatyki, rozpoznania i walki radioelektronicznej, dowodzenia, radiotechnicznych. (Kolor ten nawiązuje do barw wypustek na mundurach noszonych przez żołnierzy łączności po roku 1919)
 wiśniowy – w jednostkach medycznych oraz wszyscy oficerowie korpusu osobowego medycznego, słuchacze Wojskowej Akademii Medycznej. (Kolor ten nawiązuje do barwy otoków służby medycznej do roku 1951)
 fioletowy – żołnierze korpusu osobowego duszpasterstwa. (Kolor ten nawiązuje do barwy wypustek służby duszpasterskiej do roku 1951)
 żółty – żołnierze 1 Warszawskiej Brygady Pancernej.
W poprzednich latach nosili również otoki w kolorach:
 amarantowy – żołnierze Szwadronu Kawalerii Wojska Polskiego (wszedł w skład Pułku Reprezentacyjnego Wojska Polskiego), żołnierze noszą otoki w kolorze amarantowym podczas pokazów i uroczystości w formie rekonstrukcji, inscenizacji.
 szkarłatny – żołnierze Żandarmerii Wojskowej (kolor otoku nawiązywał do barwy otoków żandarmerii II RP) od 6 lutego 2009 roku dla żołnierzy Żandarmerii Wojskowej podstawowym przedmiotem umundurowania stanowiącym zestaw ubioru galowego jest beret w kolorze szkarłatnym; od tego czasu czapki rogatywki z otokiem koloru szkarłatnego przestały być użytkowane przez żołnierzy ŻW.
Oficerowie i generałowie noszą rogatywki z krzyżującym się srebrnym galonem na denku.
Oficerowie młodsi i chorążowie na rogatywce powyżej otoku mają obszycie z jednego srebrnego galonu, oficerowie starsi z dwóch galonów, a generałowie mają na otoku obszycie z jednego srebrnego galonu i wężyka generalskiego.
Na daszku oficerów młodszych znajduje się jeden srebrny galon, a na daszku oficerów starszych i generałów dwa galony.
Zgodnie z rozporządzeniem ministra Obrony Narodowej żołnierze Wojsk Specjalnych, Wojsk Obrony Terytorialnej, Żandarmerii Wojskowej, 6 Brygady Powietrznodesantowej, 25 Brygady Kawalerii Powietrznej, 7 Brygady Obrony Wybrzeża i 11 Dywizji Kawalerii Pancernej do ubioru galowego zamiast rogatywki noszą beret.
Rogatywki stanowią również część mundurów galowych państwowej i ochotniczej straży pożarnej, a od lipca 2018 r. także Straży Marszałkowskiej.

## Harcerstwo

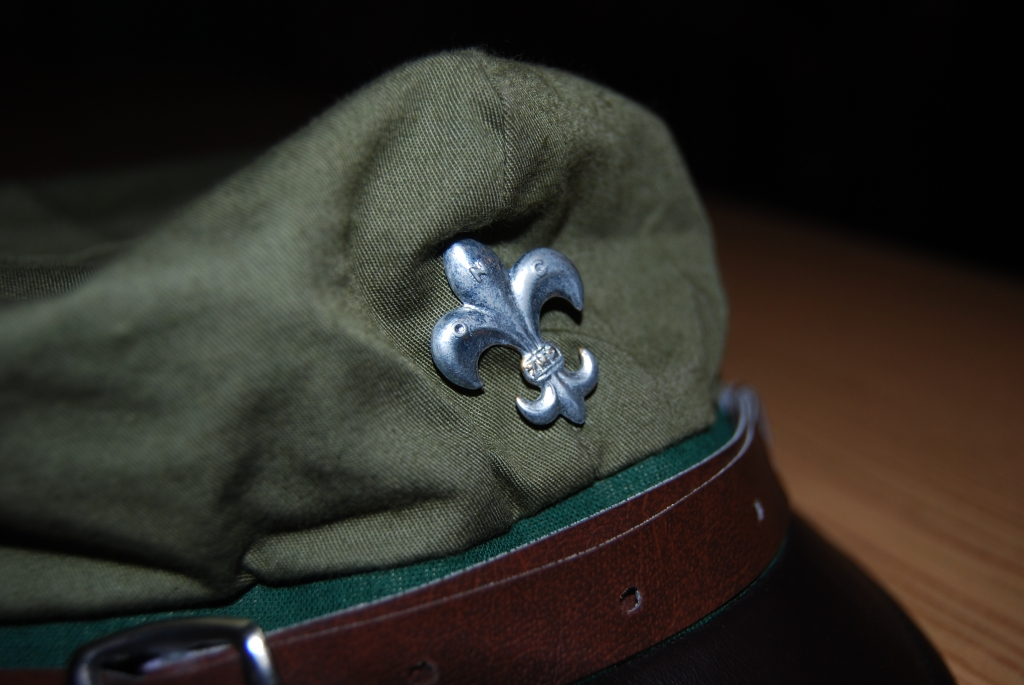
Lilijka na rogatywce ZHP

W harcerstwie rogatywka to nieusztywniona czapka w kolorze munduru z lilijką.

## Inne formacje

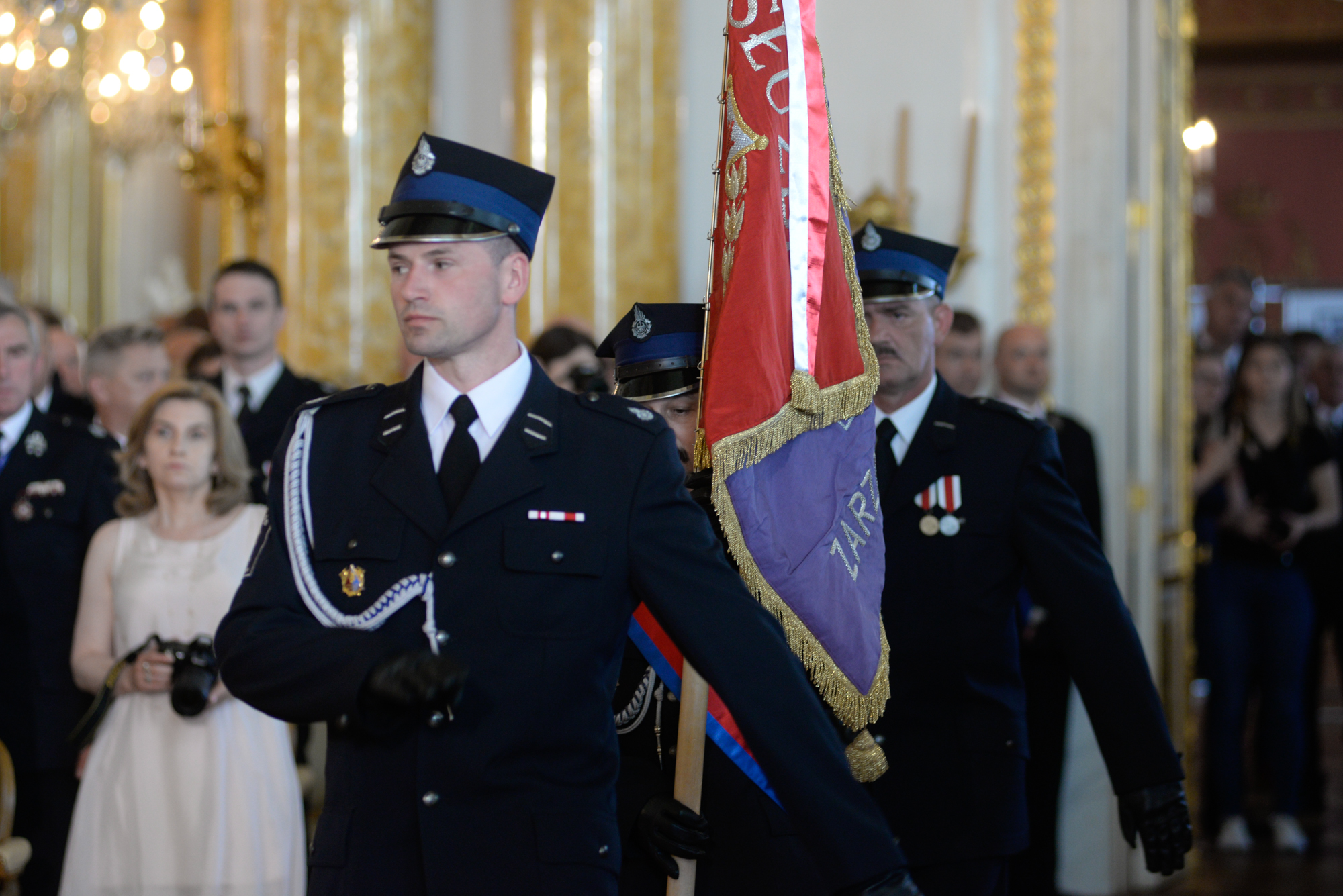
Strażacy OSP w rogatywkach

Analogiczna do czapki wojskowej usztywniona rogatywka noszona jest do mundurów kolejarzy (najczęściej jednak w wersji nieusztywnionej), strażaków oraz kompanii reprezentacyjnej Straży Miejskiej i Gminnej.
Wykorzystywane również przez kombatantów i osoby reprezentujące to środowisko np. członków pocztów sztandarowych (jeśli nie są harcerzami).